# Damaeus flexus
Damaeus flexus är en kvalsterart som först beskrevs av K. Fujikawa och Fujita 1985.  Damaeus flexus ingår i släktet Damaeus och familjen Damaeidae. Inga underarter finns listade i Catalogue of Life.